# Jean-François-Charles Amet

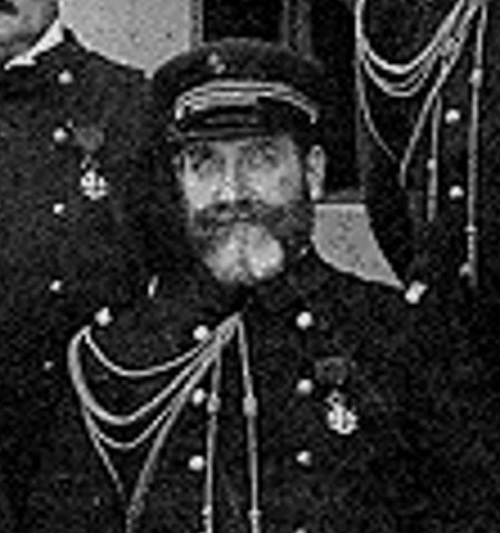
Jean-François-Charles Amet (1913)

Jean-François-Charles Amet (* 27. Januar 1861 in Rivière du Rempart; † 2. Mai 1940 in La Chapelle-des-Fougeretz im Département Ille-et-Vilaine) war ein französischer Vizeadmiral und Hochkommissar in Konstantinopel.

## Leben
Jean-François Amet trat 1877 in Brest die Französische Marine, am 5. Oktober 1880 wurde er zum Unteroffizier und am 5. Oktober 1882 zum Fähnrich befördert. Von 1880 bis 1885 verbrachte er auf dem gepanzerten Segelschiff Colbert. 1885 war er in Granville auf dem Aviso Cuvier stationiert. Von 1886 bis 1887 war er auf dem Transportschiff Bien Hoa stationiert. Am 16. Oktober 1887 wurde er zum Leutnant befördert und war auf der Korvette Korsika in Toulon stationiert, anschließend fuhr er auf der Korvette Le Saône im Pazifik.
Er erhielt das Offizierspatent und war Ordonnanz des Commandant l’Escadre du Nord. 1894 erhielt er das Kommando über einen Zerstörer in Cherbourg-Octeville. Von 1896 bis 1897 studierte er an der Artillerieschule und an der École supérieure de la Marine.
Von 1898 bis 1899 hatte er das Kommando über das Kanonenboot Leon das die Küste vor Tonkin hydrografisch erfasste.
Am 15. Juni 1900 wurde er zum Kapitän befördert und in die Ehrenlegion aufgenommen. 1901 war er stellvertretender Kommandant auf dem Schlachtschiff Henri IV im Atlantik. 1902 war er stellvertretender Kommandant auf dem Schlachtschiff Jena im Mittelmeer. 1903 war er in Cherbourg stationiert und 1904 stellvertretender Kommandant der U-Boot-Abwehr in Toulon. 1905 erhielt er das Kommando über den Kreuzer Descartes im Fernen Osten.
Am 29. Juli 1907 wurde er zum Hauptmann befördert und lehrte Taktik und Strategie an der Ecole Supérieure de la Marine, wo er auch als stellvertretender Direktor fungierte.
Ab 10. Oktober 1909 hatte er das Kommando über den Zerstörer Le Dunois, bei Dünkirchen und wurde Oberbefehlshaber der Zerstörer und U-Boote von Calais und Dünkirchen.
1910 leitete er die Bergung des U-Boot Pluviôse, bei dessen Untergang am 26. Mai vor Calais, 27 Besatzungsmitglieder den Tod fanden.
Im Ersten Weltkrieg wurde er bei der Schlacht in der Champagne und bei der Schlacht um Verdun eingesetzt. Am 5. März 1915 wurde er zum Konteradmiral befördert und im Heeresbericht erwähnt. Im März 1916 wurde er in das Comité pour la restriction du commerce avec l’ennemiin, ein Gremium des Wirtschaftskrieges, aufgenommen. Im Dezember 1916 erhielt er das Kommando über die 2. Division der 2 Schwadron, die Französischen Verbände in der Levante in Argostoli. Im Juni 1918 wurde er zum Vizeadmiral befördert. Mit Unterzeichnung des Waffenstillstand von Mudros am 30. Oktober 1918 wurde er französischer Hochkommissar in Konstantinopel. Um seinen Anspruch auf das Kommando über die alliierten Seestreitkräfte in der Levante zu unterstreichen, ließ er am 12. November 1918, nach dem Ersten Weltkrieg, Konstantinopel besetzen.
Er hatte das Kommando über die Französischen Interventionstruppen, welche die Rote Armee in Russland bekämpften. Nach dem Aufstand in der Französischen Schwarzmeerflotte unterzeichnete er mit dem Sowjet von Sewastopol ein Schifffahrtsabkommen, das vom Sowjet in Moskau nicht ratifiziert wurde.
Ab 1926 unterstützte er Henri de Kerillis im Propagandazentrum der Nationalrepublikaner. Als Mitglied des Verwaltungsrats einer der drei Gesellschaften des Französischen Roten Kreuzes, der Union des femmes de France, war er von 1928 bis 1938 deren Generalsekretär.